# Joanna Hayes
Joanna Dove Hayes (Williamsport, Pennsylvania, 23 de diciembre de 1976) es una atleta estadounidense especialista en pruebas de vallas, que se proclamó campeona olímpica de los 100 metros vallas en los Juegos de Atenas 2004.

## Biografía
Joanna se matriculó en la Universidad de California (UCLA) en 1995 y se graduó en 1999. 
Desde su época del instituto compaginó las dos pruebas de vallas, tanto los 100 como los 400 m vallas. Al principio sus mejores resultados los conseguía en los 400 m vallas, pero desde 2004 se dedica solo a la prueba corta
En 1995 se proclamó campeona nacional junior en los 100 m vallas, mientras que fue 5.ª en los 400 m vallas. También ese año ganó el oro en los Juegos Panamericanos junior de Santiago de Chile en los 100 m vallas.
En 1999, su último año de Universidad, consiguió el título de campeona nacional universitaria en los 400 m vallas y fue 3.ª en los 100 m vallas.
Poco después fue 3.ª en los 400 m vallas de los Campeonatos Nacionales absolutos. Esto le valió poder acudir a los Mundiales de Sevilla, su primera gran competición internacional, donde quedó eliminada en la primera ronda, al quedar 4.ª en su serie.
Al año siguiente, en las pruebas de clasificación para los Juegos Olímpicos de Sídney 2000, fue 4.ª en los 400 m vallas y 5.ª en los 100 m vallas, por lo que no pudo competir en los Juegos (donde solo van las 3 primeras en cada prueba). Paradójicamente en las semifinales de los 100 m vallas había hecho su mejor marca personal con 12,67, un tiempo con el que se hubiera clasificado sin problemas.
Pasó los siguientes dos años en blanco, primero debido a una lesión y más tarde porque estuvo trabajando en East St. Louis, Illinois, en una organización humanitaria fundada por la exatleta Jackie Joyner-Kersee. La organización se llama Jackie Joyner-Kersee Foundation.
Regresó a las competiciones en 2003, y fue 2.ª en los 400 m vallas de los campeonatos nacionales. Acudió a los Mundiales de París, donde fue eliminada en semifinales.
Ese año ganó la medalla de oro en los Juegos Panamericanos de Santo Domingo en 400 m vallas.
2004 iba a ser su año más importante. Decidió abandonar los 400 m vallas para centrarse únicamente en la prueba corta, y los resultados fueron excelentes. En el invierno se proclamó subcampeona nacional indoor en 60 m vallas, y fue 4.ª en los mundiales indoor de Budapest.
En las pruebas de clasificación para los Juegos Olímpicos de Atenas disputadas en Eugene, Oregón, fue 2.ª en los 100 m vallas (12,55), por detrás de Gail Devers.
Por esta razón no era la favorita para ganar el oro olímpico en Atenas. En los Juegos tuvo una actuación extraordinaria. Ya en las semifinales hizo su plusmarca personal con 12,48, y en la final se impuso con un nuevo récord olímpico de 12,37 que además la convirtió en la más rápida del mundo ese año, la 6.ª en el ranking mundial de todos los tiempos. La medalla de plata fue para la rusa Olena Krasovska (12,45) y el bronce para la estadounidense Melissa Morrison (12,56).
Joanna Hayes era la segunda mujer estadounidense en ganar el oro olímpico en los 100 m vallas, tras Benita Fitzgerald-Brown en Los Ángeles '84.
Ese año recibió el prestigioso Premio Jesse Owens a la mejor atleta estadounidense del año.
En 2005 fue subcampeona de Estados Unidos en Carson, Texas, por detrás de Michelle Perry. Participó en los Mundiales de Helsinki, donde era una de las grandes favoritas. Disputó la final, pero sufrió una caída en una de las últimas vallas y no pudo terminar la prueba. Su mejor marca de la temporada fue de 12,47 conseguida en el Reebok Grand Prix, la 5.ª del mundo ese año.
En octubre de 2014 fue inducida al Salón de la Fama de su universidad, UCLA.
Actualmente reside en Los Ángeles, California. Está entrenada por Bob Kersee, y su mánager es el exvallista Greg Foster.
Su padre Ted Hayes es un polémico activista conservador que reside en Los Ángeles y que dirige una organización de afroamericanos que apoyan al Partido Republicano.

## Resultados
1999
- Campeonatos Universitarios de la NCAA - 1.ª en 400 m vallas (55,16), 3.ª en 100 m vallas (12,89)
- Campeonatos de Estados Unidos - 3.ª en 400 m vallas (55,76)
- Mundiales de Sevilla - Elim. en 400 m vallas (55,38)
- Universiada de Palma de Mallorca - 2.ª en 400 m vallas (54,57)

2000
- Pruebas de clasificación para los JJ. OO. - 5.ª en 100 m vallas (12,87), 4.ª en 400 m vallas (54,97)

2003
- Campeonatos de Estados Unidos - 2.ª en 400 m vallas (54,76)
- Mundiales de París - Semif. en 400 m vallas (55,35)
- Juegos Panamericanos de Santo Domingo - 1.ª en 400 m vallas (54,77)

2004
- Mundiales indoor de Budapest - 4.ª en 600 m vallas (7,86)
- Pruebas de clasificación para los JJ. OO. - 2.ª en 100 m vallas (12,55)
- Juegos Olímpicos de Atenas - 1.ª en 100 m vallas (12,37)

2005
- Campeonatos de Estados Unidos - 2.ª en 100 m vallas (12,47)
- Mundiales de Helsinki - Ab. en 100 m vallas

## Marcas personales
- 100 metros vallas - 12,37 (Atenas, 24 Ago 2004)
- 400 metros vallas - 54,57 (Palma de Mallorca, 10 Jul 1999)
- 100 metros lisos - 11,41 (Westwood, 10 Abr 2004)